# Radapertización
Radapertización es una técnica de irradiación de alimentos mediante una dosis de radiación ionizante suficiente para reducir el número y actividad de los microorganismos, produciendo lo que se llama «esterilización comercial» de los mismos.
La dosis usual está en el rango de 35 a 40 Kilograys. 
El nombre de la técnica proviene de la combinación de «rad» y Appert, el creador de la primera técnica de esterilización de alimentos para las tropas de Napoleón. 